# آنجی هارت
آنجلا روث هارت (زاده ۸ مارس ۱۹۷۲)، با نام آنجی هارت، یک خواننده استرالیایی است که بیشتر به خاطر ایفای نقش به عنوان خواننده اصلی در گروه موسیقی پاپ راک آلترناتیو فرنته و دوتایی پاپ مستقل پر زرق و برق با همسرش جسی توبیاس شناخته می‌شود. کار انفرادی هارت در سال ۲۰۰۶ با انتشار آلبوم Grounded Bird (2007) آغاز شد.
او که در آدلاید، استرالیای جنوبی به دنیا آمد، یک خواهر بزرگتر به نام ربکا دارد که او نیز موسیقیدان است. پدر و مادر او مسیحی بودند که از پیشینه مبلغان مذهبی بودند.